# Fuat Hulusi Demirelli
Fuat Hulusi Demirelli (* 1876 in Istanbul; † 23. November 1955 ebenda) war ein türkischer Jurist, Schriftsteller und Abgeordneter der Großen Nationalversammlung der Türkei. Er war parlamentarischer Fraktionsvorsitzender der Demokratischen Partei und zwischen 1918 und 1921 der fünfte Großmeister der Großloge der Freien und Angenommenen Maurer der Türkei.

## Leben
Seine Kindheit verbrachte Demirelli im Libanon, wo er in Tripoli die Grundschule besuchte und in Beirut die Mittelschule. Seine Ausbildung zum Juristen machte er in Istanbul an der Istanbul Hukuk Mektebi (dt.: Justizschule Istanbul). Nach verschiedenen Tätigkeiten als Staatsanwalt und Richter ging er 1939 in den Ruhestand, um danach bis zu seinem Tode als freier Rechtsanwalt zu arbeiten.
Demirelli, der einer der Mitgründer der Demokratischen Partei war, wurde 1946 und 1950 ins Parlament gewählt, wo er seine Partei als Fraktionsvorsitzender vertrat.

## Werke
- Harbin etrafından (dt.: Vom Krieg), türkisch
- Yılların Dili (dt.: Die Sprache der Jahre), türkisch
- Des Weiteren erschienen von Demirelli 12 Gedichtbände auf Türkisch.